# NEC Corporation
Az NEC Corporation (日本電気株式会社; Hepburn: Nippon Denki Kabushiki Gaisha) japán multinacionális vállalat, mely információs technológiai szolgáltatásokkal és termékekkel foglalkozik. A vállalat székhelye a tokiói Minatóban van. Az NEC az üzleti vállalkozások számára információs technológiai és hálózati megoldásokat, míg a kormányzati szerveknek kommunikációs szolgáltatásokat kínál, illetve Japánban az 1980-as évek óta a legnagyobb személyi számítógép-forgalmazó. A cég 1983 előtt Nippon Electric Company, Limited néven volt ismert, után cserélték le a nevét NEC-re. Az NEC Semiconductors üzletága a világ 20 félvezető értékesítési vezetői közé tartozott a Renesas Electronicsszal való egyesülése előtt. Az NEC a Sumitomo Group tagja.